# Psammetes
Psammetes é um género botânico pertencente à família Plantaginaceae. Tradicionalmente este gênero era classificado na família das Scrophulariaceae.

## Espécies
- Psammetes madagascariensis
- Psammetes nigerica